# 柯正平
柯正平，GML（1911年5月26日—2005年9月30日），又名柯平、柯生，广东海丰人，澳门南光公司创始人、总经理兼董事长。创办了澳门南通银行。澳门中国旅行社创办人。新华社澳门分社首任顾问。

## 简历
1927年参加彭湃领导的海陆丰工农革命军。1929年到香港开了一家柯记烟丝店。胞兄柯麟到香港后，卖掉了烟丝店开设了“南华药房”。1935年柯正平接手药店。1936年入党。
抗日战争爆发后，柯正平受八路军驻香港办事处廖承志指示，参加东江华侨回乡服务团香港办事处的工作，负责转运“保卫中国大同盟”给东江纵队。1941年12月香港沦陷后，参加广东人民抗日游击纵队。1943年开始长驻澳门。奉命派遣电台和报务人员去海南岛琼崖纵队，使其恢复与延安的直接电讯联系。
第二次国共内战时期，柯正平与马万祺合作，在澳门新马路开设了“新中行”做进口商品代理业务。
全国人大第四至九届代表，第七届全国人大常委会外事委员会副主任。中葡两国政府关于澳门问题谈判中方代表、《澳门特别行政区基本法》起草委员会委员。澳门特别行政区筹备委员会委员、澳门特别行政区第一届政府推选委员会委员。2003年获澳门特区政府授予大莲花荣誉勋章。

## 家人
- 胞兄柯麟。
- 兒子：柯司齐
- 女儿：柯琼
- 孙子：柯海山
- 孙子：柯海中
- 孙女：柯海帆
- 孙子：柯海鸣